# Апанасенко Геннадій Леонідович
Геннадій Леонідович Апанасенко (22 листопада 1935 — 19 лютого 2022) — доктор медичних наук (1975), професор (1983), заслужений працівник освіти України (2003). Зробив вагомий внесок в розвиток валеології як науки.

## Біографія
У 1959 році закінчив Військово-морський факультет Військово-медичної академії ім. С. М. Кірова. З 1959 по 1967 р. проходив службу на Тихоокеанському флоті.
У 1970 р. закінчив ад'юнктуру при кафедрі фізичного виховання та лікарського контролю тієї ж академії. Кандидатська дисертація (1970) присвячена питанням організації післяпоходового відпочинку особового складу підводних човнів (руховий режим, стан функцій тощо).
З 1970 по 1979 служив у ВМА ім. С. М. Кірова на кафедрі фізіології підводного плавання та аварійно-рятувальної справи — профільній кафедрі підготовки військово-морських лікарів (начальник — проф. Сапов Іван Акимович). Брав участь в автономних походах підводних човнів та надводних кораблів ВМФ. Захистив докторську дисертацію у 1975 році, тема — «Фізичний стан та професійна працездатність підводників».
1979 року після звільнення в запас переїхав до Києва, де очолював відділ у Київському науково-дослідному інституті медичних проблем фізичної культури (1979—1980), кафедру лікарського контролю та ЛФК Київського медичного інституту (1980—1990).
1990 року підготував (за завданням Міністерства охорони здоров'я України) кваліфікаційну характеристику за спеціальністю 'лікар-валеолог', яка у 1991 році була реалізована у вигляді запровадження нової медичної спеціальності лікар-санолог.
1992 року організував при Київському інституті удосконалення лікарів (нині — Київська медична академія післядипломної освіти ім. П. Л. Шупика) кафедру спортивної медицини та санології, яку очолював до 2012 року.
З 1983 р. — професор. Член 5 різних (неофіційних) академій.
З 1996 року — провідний науково-популярна телепрограма 'Планета здоров'я' (телеканал 'Інтер').